# Ishtar (pel·lícula)

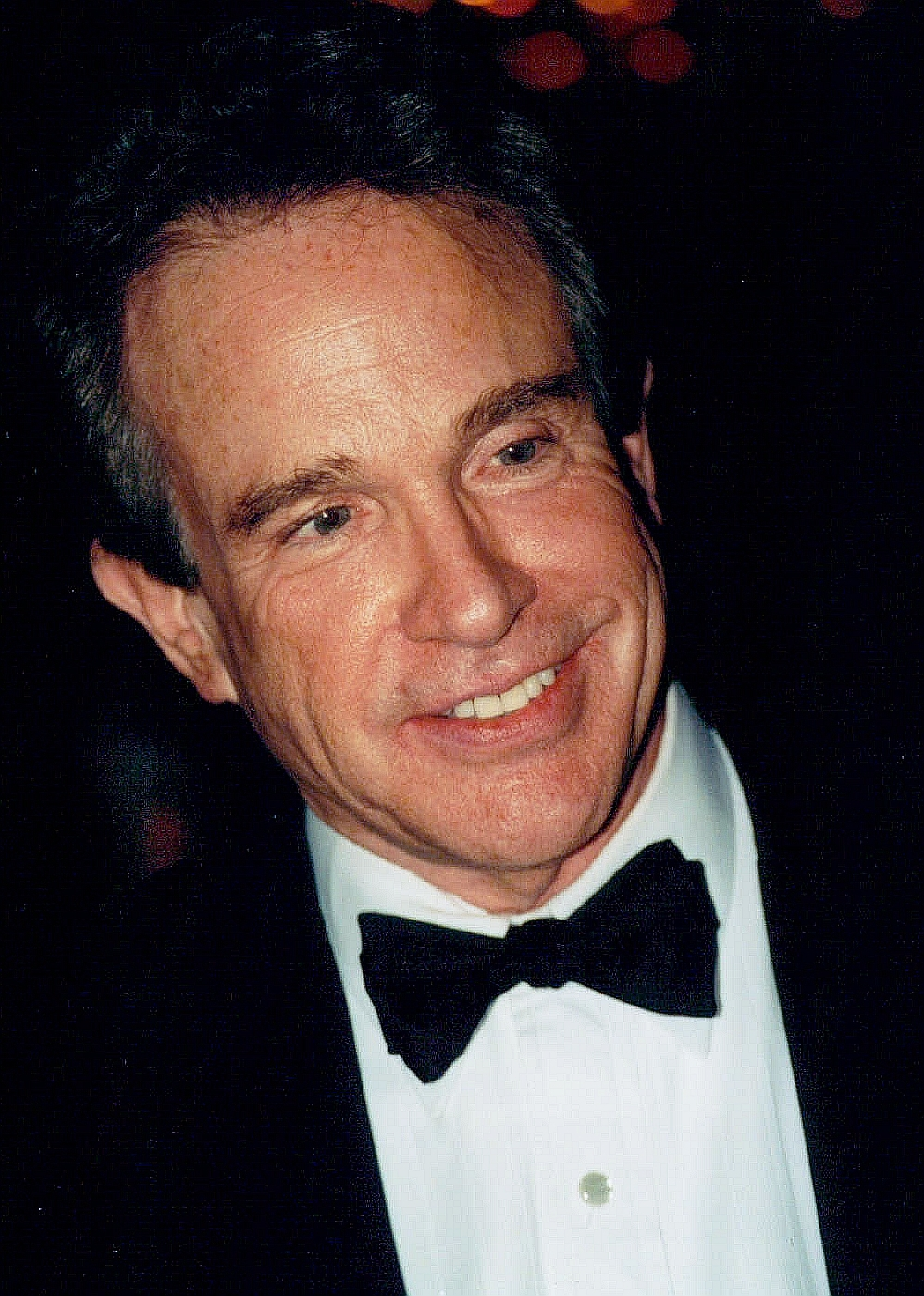
Warren Beatty el 2001.

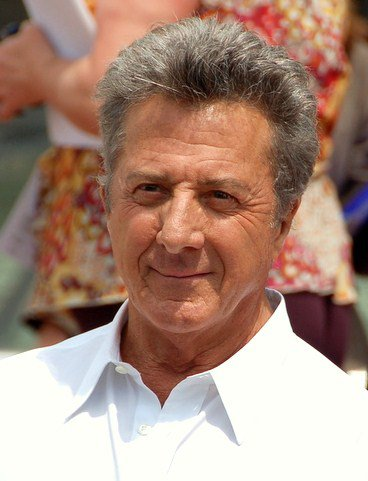
Dustin Hoffman el 2008.

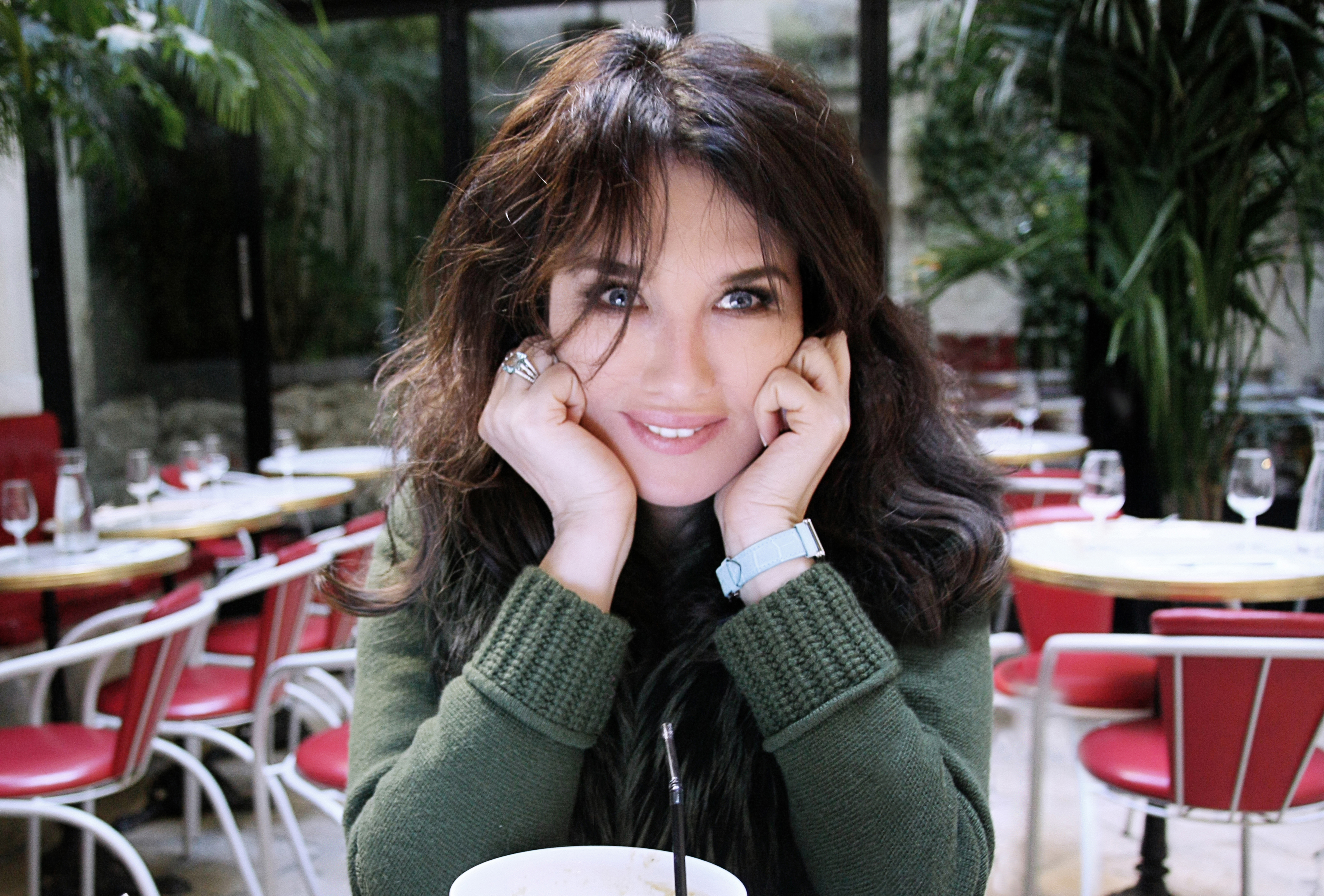
Isabelle Adjani el 2012.

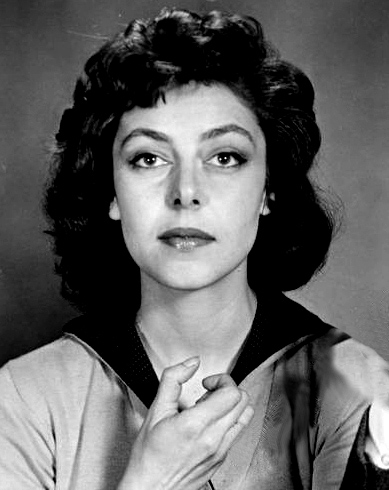
La cineasta i actriu nord-americana Elaine May el 1959.

Ishtar és una pel·lícula còmica estatunidenca de 1987, escrita i dirigida per Elaine May i produïda per Warren Beatty, que la va coprotagonitzar al costat de Dustin Hoffman.
La història gira entorn d'un duo de cantautors de música pop sense cap talent que viatgen a complir un contracte per cantar al Marroc i acaben en un enfrontament entre la CIA i grups guerrillers d'esquerra, en el marc de la Guerra Freda.
Va ser filmada al Marroc i a la ciutat de Nova York pel director de fotografia Vittorio Storaro. Abans de la seva estrena, la producció va cridar l'atenció als mitjans de comunicació a causa dels alts costos que van excedir un pressupost ja molt alt. També es rumorejava que hi havia molts enfrontaments entre el director, el productor i el director de fotografia.
Durant la posproducció, un canvi en l'administració de l'estudi Columbia Pictures també va suposar dificultats professionals i personals que van minar l'estrena de la pel·lícula.
Ha estat doblada al català

## Argument
Lyle Rogers (Beatty) i Chuck Clarke (Hoffman) són dos cantautors inepts que somien amb convertir-se en un duo popular a l'estil de Simon and Garfunkel. Criden a l'agent Marty Freed (Weston) perquè els representi i intenten cantar les seves cançons en un local de karaoke. Interpreten diverses cançons ―amb títols com a «Assumpte perillós», «Amor de caramel ardent» i «La cançó del ressò»― de manera pèssima i són mal rebuts pel públic i per Marty Freed.
Marty aconsegueix contractar-los com a cantants de saló en un hotel al Marroc per entretenir als soldats nord-americans estacionats allí. Lyle i Chuck van a un bar a reflexionar sobre si fer el viatge.
Mentre estan en el bar, una sèrie de flashbacks mostren a l'espectador com es van conèixer Lyle i Chuck i es van associar per escriure música. Com estan gairebé esgotant els seus diners, decideixen agafar el contracte al Marroc. Ja al país africà, sense voler, s'involucren en un complot per enderrocar l'emir del fictici país veí d'Ishtar. Una misteriosa dona anomenada Shirra (Isabelle Adjani) té un mapa que ella necessita fer arribar a les guerrilles d'esquerra que s'oposen al govern de Ishtar. Un agent de la CIA (Charles Grodin) s'involucra quan Shirra contacta a Chuck i Lyle.
Tant Shirra com la CIA intenten utilitzar a Lyle i Chuck per aconseguir els seus objectius, que fa que tots dos es perdin en el desert del Sahara, i sense adonar-se exposen l'operació secreta de la CIA per mantenir el govern islàmic a Ishtar. Per mantenir-los allunyats i tranquil·litzar la situació, la CIA acaba promocionant un àlbum gravat pel duo Rogers i Clark, i els paguen una gira milionària al Marroc. En el primer xou, Shirra està entre el públic i crida com de bé interpreten les seves cançons. Mentrestant, un oficial de l'exèrcit ordena a la resta dels soldats que conformen l'audiència que aplaudeixin cada vegada que acaba una cançó.

## Repartiment
- Dustin Hoffman: Chuck Clarke
- Warren Beatty: Lyle Rogers
- Isabelle Adjani: Shirra Assel
- Charles Grodin: l'agent de la CIA Jim Harrison
- Jack Weston: mánager artístic Marty Freed
- Bill Bailey: el general Westlake
- Carol Kane: Carol
- Fred Melamed: el caid d'Assari
- Cristine Rose: Siri Darma
- Rose Arrick: Sra. Clarke
- Haluk Bilginer: líder de la guerrilla
- Matt Frewer: un agent de la CIA.
- Julie Garfield: Dorothy
- Bob Girolami: barman
- Fuad Hageb: Abdul
- Tess Harper:  Willa
- Aharon Ipalé: l'emir Yousef
- Abe Kroll: el Sr. Thomópoulos
- David Margulies: el Sr. Clarke
- Nadim Sawalha: amo de la tenda de catifes i venedor de camells